# Slaget om Los Angeles

Karta som visar var Los Angeles ligger.

Slaget om Los Angeles är det namn givet av samtida nyhetsbolag för beskriva observationen av ett eller flera oidentifierade flygande föremål som inträffade sent den 24 februari till tidigt den 25 februari 1942 då ögonvittnen rapporterade okända föremål över Los Angeles, Kalifornien. Larmen om okända föremål över Los Angeles gjorde att militären började skjuta mot objektet med luftvärnskanoner. Denna incident inträffade mindre än tre månader efter USA:s inträde i det andra världskriget.
Ursprungligen var målet för luftbombningarna en attackstyrka från Japan, men det föreslogs senare kunna vara påhittad och ett fall av "krigsnerver", en borttappad väderballong, ett luftskepp, en japansk eldballong eller psykologisk krigföring som en förmån åt industrier nära kusten, eller till och med en utomjordisk farkost. 